# Marcos Antonio Cabral
Marcos Ezequiel Antonio Cabral Figueredo (Baní, 10 april 1842 - Santo Domingo, 3 maart 1903) was een Dominicaans militair, een gerenommeerd schrijver en spreker en 17 dagen president van de republiek.

## Biografie
De biografische gegevens van Marcos Ezequiel Antonio Cabral Figueredo vertonen grote verschillen. Zijn naam met de aanvulling Ezequiel wordt soms gebruikt als aanduiding voor een ander persoon en de datum van geboorte en overlijden zijn ook niet eenduidig.
Zijn ouders waren Melchor María Cabral y Luna en Águeda Figueredo Rivera en hij was een neef van meervoudige Dominicaanse president José María Cabral y Luna.
Marcos Antonio trouwde met Altagracia Amelia Báez Andújar, dochter van de vijfvoudige Dominicaanse president Buenaventura Báez en Fermina Andújar de Soto. Uit dit huwelijk zijn geen kinderen geboren. Zij stierf op 25 april 1879 in Curaçao.
Hij ontmoette María Hoefber, geboren in Curaçao en had twee kinderen met haar.
Op 26 september 1884 trouwde hij met Dilia Antonia Félix Objío, dochter van Manuel de Regla Félix en Edelmira Objío Garrido. Met haar kreeg hij 5 kinderen. Zij stierf in 1948.

## Politiek
In de restauratieoorlog was Marcos persoonlijk secretaris van generaal Pedro Florentino, met wie hij in september 1863 Bani ontzette uit de Spaanse annexatie.
Vanwege zijn strijdbaarheid viel hij onder toezicht van generaal Domingo Lazala, de hoofdrechter die Francisco del Rosario Sánchez ter dood veroordeelde. Lazala liet hem op 17 september in San Juan gevangen zetten, waarna hij door Florentino naar Santiago werd gestuurd.
In de slag van La Canela op 5 december 1864 viel zijn leiderschap op en op 11 juli 1865 kwam hij met generaal Cabral naar de hoofdstad.
De presidentiële ambtstermijn van (de Provisionele Junta) Marcos Antonio was van korte duur; hij kreeg de functie op 10 december 1876, ter vervanging van Ignacio María González Santin en droeg de macht op 26 december 1876 over aan zijn schoonvader Buenaventura Báez.

## Einde
Marcos Ezequiel Antonio Cabral Figueredo overleed op 3 maart 1903 in Santo Domingo.